# Shanon Carmelia
Shanon Carmelia, né le 20 mars 1989 à Boca Samí (Curaçao), est un footballeur international curacien qui évolue au poste de défenseur au USV Hercules.

## Biographie

### Carrière en sélection
Carmelia compte une sélection avec les Antilles néerlandaises, équipe dissoute en 2010 et remplacée par l'équipe de Curaçao où il joue à 24 reprises (deux buts marqués). 
Il dispute notamment les éliminatoires des Coupes du monde 2014 et 2018 (10 matchs joués en tout) ainsi que la phase finale de la Coupe caribéenne des nations 2014.

#### Buts en sélection
| Buts en sélection de Shanon Carmelia | Buts en sélection de Shanon Carmelia | Buts en sélection de Shanon Carmelia       | Buts en sélection de Shanon Carmelia | Buts en sélection de Shanon Carmelia | Buts en sélection de Shanon Carmelia | Buts en sélection de Shanon Carmelia |
|                                      | Date                                 | Lieu                                       | Adversaire                           | Score                                | Résultat                             | Compétition                          |
| ------------------------------------ | ------------------------------------ | ------------------------------------------ | ------------------------------------ | ------------------------------------ | ------------------------------------ | ------------------------------------ |
| 1.                                   | 15 novembre 2011                     | Ergilio Hato Stadion, Willemstad (Curaçao) | Îles Vierges des États-Unis          | 1-0                                  | 6-1                                  | QCM 2014                             |
| 2.                                   | 15 novembre 2011                     | Ergilio Hato Stadion, Willemstad (Curaçao) | Îles Vierges des États-Unis          | 4-1                                  | 6-1                                  | QCM 2014                             |

## Palmarès

### En club
Jong Colombia
- Vice-champion des Antilles néerlandaises en 2006-2007[3].

### En équipe nationale
Avec la sélection de Curaçao
- Coupe caribéenne des nations (1) :
  - Vainqueur en 2017.